# Каспийская баллада (балет)
«Каспийская баллада» — балет композитора Тофика Бакиханова. Либретто - С. Мамедзаде .

## Действующие лица
- Нефтяник
- Нефтяники
- Нефть
- Море
- Моряна
- Норд
- Огонь

## Сценическая постановка
Азербайджанский государственный академический театр оперы и балета им. М.Ф. Ахундова
Дирижёр — К. Аливердибеков
Балетмейстер — постановщик — М. Мамедов, засл. арт. АзССР
Художник — И.Сеидова, засл. деятель искусств
Действующие лица
- Нефтяник — Мамедов Г.
- Нефтяники — Арифулин Р., Долганов Г., Зейналов Р., Полонский А., Рюмин К., Юсупов П.,
- Нефть — Мемедов Т., Павий Л., Тарасова В., Шаралиева Т.
- Море, моряна, норд и огонь — Аликишизаде Юлана, Бурлакова С., Дружкина Л., Ломпарт И., Мураева Л., Павлова О., Сычева Л., Фейзуллаева С.